# Wahlkreis Sarganserland
Wahlkreis Sarganserland är en av de åtta valkretsarna i kantonen Sankt Gallen i Schweiz. Valkretsarna i Sankt Gallen har ingen administrativ funktion, men används för statistiska ändamål. De kan jämföras med distrikten i andra schweiziska kantoner.

## Indelning
Valkretsen består av åtta kommuner:
- Bad Ragaz
- Flums
- Mels
- Pfäfers
- Quarten
- Sargans
- Vilters-Wangs
- Walenstadt

Samtliga kommuner i distriktet är tyskspråkiga.